# Rừng U Minh
Rừng U Minh có diện tích khoảng 2.000 km², nằm sát Vịnh Thái Lan, thuộc tỉnh tỉnh An Giang và tỉnh Cà Mau. Rừng U Minh là kiểu rừng rất đặc thù, được xếp hạng độc đáo và quý hiếm trên thế giới, gồm phần trên là Vườn quốc gia U Minh Thượng, phần dưới là Vườn quốc gia U Minh Hạ. Giữa U Minh Thượng và U Minh Hạ là sông Trẹm và sông Cái Tàu. Nơi đây thiên nhiên rất hùng vĩ và hoang sơ.
Rừng U Minh được coi là nơi có giá trị sinh khối cao nhất so với các kiểu rừng khác với khoảng 250 loài thực vật, chủ yếu là cây tràm mọc ở khắp nơi, hơn 180 loài chim, hơn 20 loài bò sát,...
Nơi đây, nhà văn Đoàn Giỏi đã lấy bối cảnh kể về câu chuyện Đất rừng phương Nam và được dựng làm phim.